# 葦那陀迦神
葦那陀迦神（アシナダカ）は、日本神話に登場する女神。

## 概要
『古事記』において国忍富神の妻として登場する。亦の名を八河江比売（ヤガワエヒメ）という。『日本書紀』には登場しない。
名称の「葦那陀迦神」は、「葦」、「那」は「の」を表す上代語の格助詞、「陀迦」は「高」で、名義は「葦の丈が高いこと」。また「邪気払いの力を持つ葦が繁栄すること」も意味し、国力の繁栄を象徴する。
また別名の「八河江比売」の名義は「多くの川の江の巫女」で、神や命といった神号がつかないのは巫女性を表すとされる。
矢川神社では諸芸上達・諸願成就の神とされ、矢合神社では葦が生じ易い水辺を司る神とされる。

## 系譜

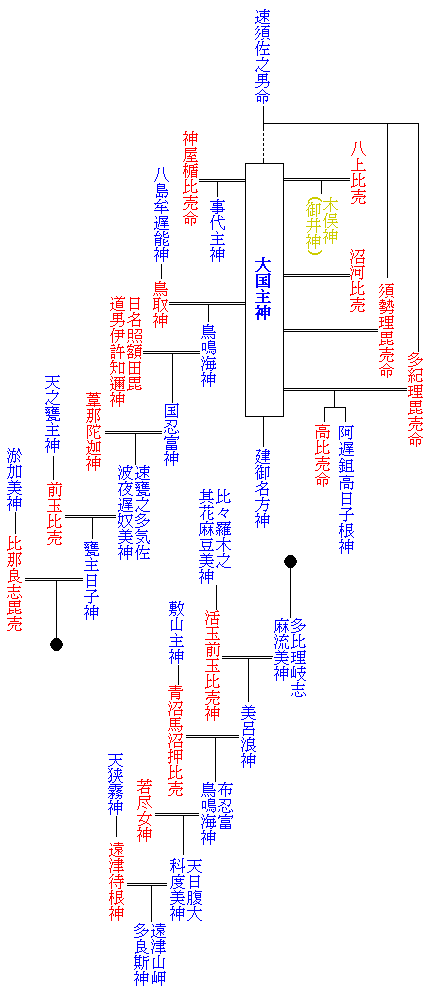
大国主の系図（『古事記』による）。青は男神、赤は女神、黄は性別不詳

大国主神の子の鳥鳴海神の子である国忍富神の后神で、速甕之多気佐波夜遅奴美神を生む。

## 祀る神社
- 足高神社（岡山県倉敷市笹沖） - 論争のある祭神の一説だが、現在は祀られていない。
- 浅井神社（富山県高岡市福岡町赤丸） - 主祭神
- 矢川神社（滋賀県甲賀市甲南町森尻） - 配祀
- 矢合神社（滋賀県長浜市中野町） - 主祭神